# On a jeho sestra
On a jeho sestra je český film z roku 1931 v režii Karla Lamače a Martina Friče, v němž hlavní role vytvořili Vlasta Burian a Anny Ondráková.

## Děj
Anny Brabcová (Anny Ondráková) je služebná subrety Sabine Veldenové (Olga Augustová). Velmi ráda by dostala hlavní roli v novém muzikálu „Růžové psaníčko“, ve kterém hraje Veldenová. Bratr Anny, rozšafný listonoš Jarda Brabec (Vlasta Burian) od své sestry získá text k nejslavnější písničce celého muzikálu „Růžové psaníčko“ a rozhodne se že ji Anny zazpívá na poštovní akademii přímo před ministrem pošt (Theodor Pištěk), kde sklidí velký úspěch, která ale její bratr trochu zašmodrchá. Později, když rozmazlená hvězda Veldenová s rolí v muzikálu skončí, nezbývá řediteli divadla Bernhardovi (Otto Rubík), do kterého je Anny zamilovaná, nic jiného, než vyhlásit konkurz na roli místo Sabine. S pomocí svého bratra Anny nakonec po několika peripetiích roli skutečně dostane. Přitom zjistí, kdo napsal celý muzikál – právě ministr pošt. Doví se to ale i Veldenová a chce roli opět dostat. Poprala se s Anny, a proto roli opět pustila. Její přítel, financiér divadla Burda (Jan Sviták), odmítl zaplatit a zaměstnanci, kteří už dlouho nedostali výplatu, odešli těsně před začátkem představení. Vypomoci tak museli Jardovi kolegové pošťáci (Eman Fiala, Jindřich Plachta a další). Premiéra byla zachráněna a Anny dostala svého miláčka ředitele Bernharda; bez pomoci svého bratra Jardy by to však nedokázala…

## Poznámka
Původně se měl film jmenovat Ona a oni a partnery Ondrákové měli být Jiří Voskovec s Janem Werichem. Po úspěchu filmu C. a k. polní maršálek se producenti rozhodli dát titulní úlohu právě Vlastu Burianovi a přejmenovali také film. Byla také natočena německá verze pod jménem Er und seine Schwester.

## Obsazení
| Vlasta Burian       | listonoš Jarda Brabec                 |
| Anny Ondráková      | komorná Anny Brabcová, Jardova sestra |
| Otto Rubík          | Jiří Bernard, ředitel divadla Rokoko  |
| Olga Augustová      | subreta Sabina Veldenová              |
| Jan Sviták          | Burda, přítel Sabiny Veldenové        |
| Eman Fiala          | listonoš                              |
| Jindřich Plachta    | listonoš                              |
| Josef Rovenský      | inspicient                            |
| Přemysl Pražský     | režisér                               |
| Theodor Pištěk      | ministr pošt                          |
| Viktor Nejedlý      | listonoš                              |
| Robert Ford         | listonoš                              |
| Václav Menger       | listonoš                              |
| Josef Kobík         | vrátný v divadle                      |
| Václav Žichovský    | šachista                              |
| Alfred Baštýř       | muž píšící stížnost                   |
| Karel Schleichert   | čtenář novin v autoklubu              |
| Jára Beneš          | klavírista a dirigent orchestru       |
| Arnold Reimann      | pokladník                             |
| Jan W. Speerger     | Brabcův soused                        |
| Felix Kühne         | Brabcův soused                        |
| Roza Schlesingerová | Brabcova sousedka                     |
| Jan Richter         | Brabcův soused-číšník                 |
| Alois Charvát       | nahluchlý karbaník v autoklubu        |
| R. A. Dvorský       | zpívající listonoš                    |
| Karel Vacek         | zpívající listonoš                    |
| Václav Bláha        | zpívající listonoš                    |
| Ada Velický         | nápověda                              |
| Jiří Vondrovič      | zaměstnanec divadla                   |
| Jiří Hron           | zaměstnanec divadla                   |

## Autorský tým
- Námět: Bernhard Buchbinder (divadelní hra)
- Scénář: Václav Wasserman, Emil Artur Longen
- Režie: Karel Lamač, Martin Frič
- Kamera: Otto Heller
- Hudba: Jára Beneš
- Texty písní: Emanuel Brožík, Fráňa Vodička
- Výroba: Elektafilm

## Technické údaje
- Pracovní titul: „C. a k. pošťák“,
- Rok výroby: 1931,
- Premiéra: 3. dubna 1931,
- Zvuk: zvukový,
- Barva: černobílý,
- Délka: 89 minut,
- Druh filmu: komedie, muzikál,
- Země původu: Československo,
- Jazyk: Český